# Amursk
Amursk (ros. Амурск) – miasto w Rosji, położone w Kraju Chabarowskim, nad Amurem, 45 km na północ od
Komsomolska.

## Historia
Miejscowość została założona w 19 czerwca 1958 roku. Prawa miejskie Amursk otrzymał w 1973 roku.
Obecnie miasto jest ośrodkiem przemysłowym m.in. zlokalizowany jest w nim wielki kombinat papierniczy.
Mieści się tu dyrekcja Rezerwatu przyrody „Bołonskij”.